# Grande Prêmio do Canadá de 1980
Resultados do Grande Prêmio do Canadá de Fórmula 1 realizado em Montreal em 28 de setembro de 1980. Décima terceira etapa da temporada, nele o australiano Alan Jones repetiu a vitória do ano anterior e conquistou o título de campeão mundial subindo ao pódio em dobradinha com Carlos Reutemann, seu companheiro de equipe na Williams-Ford, enquanto Didier Pironi ficou em terceiro com a Ligier-Ford.

## Resumo

### Nelson Piquet sai na pole
Dono do melhor tempo numa sessão de treinos realizada na sexta-feira sob vento frio e forte chuva, Alan Jones foi favorecido por um choque entre a Brabham de Nelson Piquet e a Renault de Jean-Pierre Jabouille, pois esse incidente danificou a suspensão dianteira esquerda de Piquet e sacramentou o melhor tempo do australiano da Williams enquanto seu rival brasileiro passou do sexto lugar. No dia seguinte, contudo, as condições de pista mudaram e Nelson Piquet assegurou a pole position em pista seca com oito décimos de vantagem sobre Jones com um surpreendente terceiro lugar de Didier Pironi e sua Ligier.
Em posições bem menos vistosas e sem brilho estavam as estrelas de outrora: Emerson Fittipaldi levou sua equipe homônima ao décimo sexto posto, dois lugares adiante de Mario Andretti e sua Lotus 81, mas pior foi o vexame de Jody Scheckter, pois o motor de 12 cilindros flat de sua longeva (e obsoleta, ao que tudo indica) Ferrari 312T não foi capaz de assegurar um lugar no grid para o campeão de 1979 e pela primeira vez que um campeão mundial não conseguiu se classificar para uma corrida de Fórmula 1. Por outro lado, o crepúsculo dos veteranos na etapa canadense assinalou a chegada de Andrea de Cesaris que substituiu Vittorio Brambilla na Alfa Romeo. Na Tyrrell a presença do neozelandês Mike Thackwell num terceiro carro disponibilizado pelo time transformou-o no piloto mais jovem a correr na Fórmula 1 (19 anos e 182 dias) ao quebrar um recorde estabelecido por Ricardo Rodríguez na Itália em 1961, embora a ausência de Thackwell na relargada (exigência do regulamento da época) torne discutível essa afirmação. Outro estreante que não se classificou foi o norte-americano Kevin Cogan, da equipe RAM, usuária de um chassi extra da Williams.

### Vantagem ilusória
Embora apareça na liderança do mundial de pilotos com 54 pontos, a situação de Nelson Piquet é mais complicada que a de Alan Jones em relação à busca pelo título mundial, pois embora o australiano tenha 53 pontos o regulamento o favorece e nele o campeonato de 1980 foi dividido em duas partes de sete corridas onde os pilotos têm direito a cinco resultados válidos em cada metade. Ao final da primeira fase nenhum competidor teve pontos a descartar e nela Jones liderava com 28 pontos contra 25 de Piquet e desde então o brasileiro ascendeu à liderança, todavia como já atingiu as cinco pontuações válidas terá que descartar resultados ao final da porfia canadense, obrigação da qual Jones está isento por ora. O próprio Bernie Ecclestone anteviu este cenário ao final do Grande Prêmio da Itália quando declarouː "Ainda não está dita a última palavra sobre essa disputa. Alan Jones conta ainda com algumas vantagens sobre Piquet, apesar da aparente desvantagem na pontuação parcial do campeonato". Duas situações não explicitadas ilustram tal raciocínioː as minúcias do regulamento em prol do australiano da Williams e o fato de que Carlos Reutemann tornou-se um obstáculo efetivo no caminho de Piquet enquanto Hector Rebaque nada fez contra Jones até agora.
Caso vença no Canadá com Alan Jones em segundo, Nelson Piquet chegará a 61 pontos válidos contra 59 de seu rival tendo apenas que finalizar a prova nos Estados Unidos à frente de seu adversário para chegar ao título. Nas contas de Alan Jones o título virá já em Montreal se ele conseguir vencer e Piquet não marcar pontos. Existe até mesmo a possibilidade de empate ao fim do certame, desde que Jones vença em solo canadense e seja o segundo em Watkins Glen e Piquet termine em segundo em Montreal e vença a próxima etapa, resultando em 64 pontos para ambos e um empate no número de vitórias, hipótese onde Alan Jones conquistaria o título pelo maior número de segundos lugares.
Alheia ao "braço de ferro" entre Alan Jones e Nelson Piquet, a Renault anunciou a contratação de Alain Prost para 1981 em lugar de Jean-Pierre Jabouille.

### Acidente na primeira largada
Após a largada Piquet, Jones e Pironi disputavam o primeiro lugar quando o australiano da Williams espremeu a Brabham de Nelson Piquet contra a mureta logo na primeira curva. Mesmo derrapando, Jones seguiu em frente, mas seu rival brasileiro bateu e atravessou a pista quase no mesmo instante em Keke Rosberg, piloto da equipe Fittipaldi, também batia e logo um sem-número de colisões resultou no acúmulo de destroços que bloquearam o traçado e determinaram a suspensão da prova. Além da Brabham de Piquet estavam danificadas: a Lotus de Mario Andretti, a Arrows de Jochen Mass, a Ferrari de Gilles Villeneuve, dois dos carros da Tyrrell e os bólidos da Fittipaldi. Recorrendo aos carros-reserva Piquet, Andretti, Mass e Villeneuve voltaram ao grid, bem como Emerson Fittipaldi, embora este tenha cedido um melhor equipamento a Rosberg, mas para azar da equipe o finlandês teve que largar dos boxes. Pior mesmo foi a situação de Ken Tyrrell, pois com três pilotos inscritos e somente dois carros disponíveis, sacrificou a participação de Mike Thackwell para garantir Jean-Pierre Jarier na pista ao lado de Derek Daly.
Aos olhos de Nelson Piquet a culpa pelo acidente foi de Alan Jones e para embasar a versão de seu piloto "os responsáveis pela equipe de Piquet, a Brabham, afirmaram que marcas de tinta do carro de Jones foram encontradas no de Piquet". Inquirido a respeito, o britânico John Watson disse ter visto um toque entre as rodas dos carros e o bólido de Mario Andretti passou por cima de um pneu desgarrado enquanto a defesa de Alan Jones responsabilizou Piquet pelo caos no Circuito da Ilha de Notre Dame. Dias depois, enquanto preparava-se para disputar o Grande Prêmio dos Estados Unidos, o australiano citou as marcas dos pneus do carro de Piquet na parte traseira de sua Williams e usou tal evidência a seu favorː "Fica claro então que eu estava na frente e poderia fazer o melhor traçado, ou aquele que pretendia. Se o Piquet tivesse esperado um pouco mais, certamente ele me passaria, já que estava com um carro mais rápido".

### Alan Jones campeão mundial
Uma hora depois de interrompida, a prova foi reiniciada, mas não sem um ardil de Pironi que queimou a largada colocando Jones entre ele e Piquet, mas logo o brasileiro fez valer seu equipamento e assumiu a ponta no terceiro giro com vantagem de nove segundos à frente de Jones cujo carro suplantou Pironi. Toda a vantagem do brasileiro, bem como suas chances de conquistar o título mundial, desapareceram em meio a fumaça de seu motor Ford Cosworth que foi pelos ares após 23 voltas. Ciente dos riscos de utilizar um carro originalmente preparado para condições de treino, Nelson Piquet deslizou pela grama e nem mesmo olhou para o motor. Nenhum impropério saiu de seus lábios, nenhum gesto brusco exprimiu sua indignação. Sem ter o que fazer, apenas subiu na garupa de uma moto numa carona rumo aos boxes.
Ato contínuo, Alan Jones herdou a liderança com boa vantagem sobre Didier Pironi até sua concentração ser bruscamente interrompida quando Jean-Pierre Jabouille (Renault) atingiu um guard-rail a 200km/h na vigésima sexta volta fraturando as duas pernas do piloto francês. Tão logo recompuseram a volição, os líderes estavam em situação diferente, pois Didier Pironi descontou a diferença pró-Jones ultrapassando o australiano na volta 44, cenário que adiaria a decisão para o Grande Prêmio dos Estados Unidos. Contudo a Federação Internacional de Automobilismo Esportivo (FISA) divulgou a informação segundo a qual Pironi seria punido por queima de largada, a rigor um aviso para Jones poupar seu carro rumo a uma vitória certa, sobretudo porque atrás do australiano vinha Carlos Reutemann, seu companheiro de equipe, posicionado em terceiro após a McLaren de John Watson perder rendimento a quinze voltas para o fim da corrida.
Considerando as posições de pista, Didier Pironi cruzou a linha de chegada em primeiro lugar com quase 30 segundos de vantagem sobre o rival mais próximo, mas a adição de um minuto ao seu tempo de corrida por queimar a largada assegurou uma dobradinha para a Williams com vitória de Alan Jones e o segundo lugar de Carlos Reutemann com Pironi caindo para terceiro com sua Ligier. Deste modo Jones sagrou-se campeão mundial de 1980 com 62 pontos, oito pontos além de Piquet. O australiano pode até mesmo não participar da etapa de Watkins Glen afinal, graças ao regulamento vigente, Nelson Piquet somaria apenas sete pontos em caso de vitória, pois teria que descartar o quinto lugar obtido na Áustria. Com o rearranjo oriundo da sanção a Pironi, John Watson terminou em quarto com a McLaren, Gilles Villeneuve foi o quinto a bordo da Ferrari e Hector Rebaque chegou em sexto marcando seu primeiro ponto na Brabham.
Este foi o último título mundial conquistado por um australiano até os dias atuais, marca ainda vigente em 2021. Ao defender sua glória ainda no calor de 1980, Alan Jones definiu Nelson Piquet como "um adversário difícil" e retratou a prova canadense como algo a ser resolvido entre ele, Piquet e Pironi. "Logo que Piquet assumiu a liderança, estava atrás dele e sabia que Pironi me perseguia. Entre nós três se resumia a disputa. Quando Piquet saiu, senti que a vitória estava mais pra mim, mas ainda tentei alcançar Pironi quando ele me passou. Depois me informaram que Pironi havia queimado na largada e seria punido. Então tive mais tranquilidade e fui até o fim já com a certeza do título". Sobre o acidente na primeira largada, o piloto da Williams assumiu a tentativa de ultrapassagem, "Mas jamais fiz alguma coisa pensando em prejudicar um companheiro", ressaltou o novo campeão mundial. 

## Classificação

### Treinos
| Pos.    | Nº | Piloto                | Equipe          | Tempo    | Dif.    |
| ------- | -- | --------------------- | --------------- | -------- | ------- |
| 1       | 5  | Nelson Piquet         | Brabham-Ford    | 1:27.328 | -       |
| 2       | 27 | Alan Jones            | Williams-Ford   | 1:28.164 | + 0.836 |
| 3       | 25 | Didier Pironi         | Ligier-Ford     | 1:28.322 | + 0.994 |
| 4       | 23 | Bruno Giacomelli      | Alfa Romeo      | 1:28.575 | + 1.247 |
| 5       | 28 | Carlos Reutemann      | Williams-Ford   | 1:28.663 | + 1.335 |
| 6       | 21 | Keke Rosberg          | Fittipaldi-Ford | 1:28.702 | + 1.374 |
| 7       | 7  | John Watson           | McLaren-Ford    | 1:28.755 | + 1.427 |
| 8       | 22 | Andrea de Cesaris     | Alfa Romeo      | 1:29.026 | + 1.698 |
| 9       | 26 | Jacques Laffite       | Ligier-Ford     | 1:29.130 | + 1.802 |
| 10      | 6  | Hector Rebaque        | Brabham-Ford    | 1:29.377 | + 2.049 |
| 11      | 29 | Riccardo Patrese      | Arrows-Ford     | 1:29.400 | + 2.072 |
| 12      | 8  | Alain Prost           | McLaren-Ford    | 1:29.804 | + 2.476 |
| 13      | 15 | Jean-Pierre Jabouille | Renault         | 1:29.932 | + 2.604 |
| 14      | 31 | Eddie Cheever         | Osella-Ford     | 1:29.937 | + 2.609 |
| 15      | 3  | Jean-Pierre Jarier    | Tyrrell-Ford    | 1:30.070 | + 2.742 |
| 16      | 20 | Emerson Fittipaldi    | Fittipaldi-Ford | 1:30.294 | + 2.966 |
| 17      | 12 | Elio de Angelis       | Lotus-Ford      | 1:30.316 | + 2.988 |
| 18      | 11 | Mario Andretti        | Lotus-Ford      | 1:30.559 | + 3.231 |
| 19      | 14 | Jan Lammers           | Ensign-Ford     | 1:30.668 | + 3.340 |
| 20      | 4  | Derek Daly            | Tyrrell-Ford    | 1:30.791 | + 3.463 |
| 21      | 30 | Jochen Mass           | Arrows-Ford     | 1:30.831 | + 3.503 |
| 22      | 2  | Gilles Villeneuve     | Ferrari         | 1:30.855 | + 3.527 |
| 23      | 16 | René Arnoux           | Renault         | 1:30.912 | + 3.584 |
| 24      | 43 | Mike Thackwell        | Tyrrell-Ford    | 1:31.036 | + 3.708 |
| 25      | 9  | Marc Surer            | ATS-Ford        | 1:31.169 | + 3.841 |
| 26      | 1  | Jody Scheckter        | Ferrari         | 1:31.688 | + 4.360 |
| 27      | 50 | Rupert Keegan         | Williams-Ford   | 1:32.638 | + 5.310 |
| 28      | 41 | Kevin Cogan           | Williams-Ford   | 1:32.745 | + 5.417 |
| Fontes: |    |                       |                 |          |         |

### Corrida
| Pos.    | Nº | Piloto                | Construtor      | Voltas | Tempo/Diferença | Grid | Pontos |
| ------- | -- | --------------------- | --------------- | ------ | --------------- | ---- | ------ |
| 1       | 27 | Alan Jones            | Williams-Ford   | 70     | 1:46:45.53      | 2    | 9      |
| 2       | 28 | Carlos Reutemann      | Williams-Ford   | 70     | + 15.54         | 5    | 6      |
| 3       | 25 | Didier Pironi         | Ligier-Ford     | 70     | + 19.07         | 3    | 4      |
| 4       | 7  | John Watson           | McLaren-Ford    | 70     | + 30.98         | 7    | 3      |
| 5       | 2  | Gilles Villeneuve     | Ferrari         | 70     | + 55.23         | 22   | 2      |
| 6       | 6  | Hector Rebaque        | Brabham-Ford    | 69     | + 1 volta       | 10   | 1      |
| 7       | 3  | Jean-Pierre Jarier    | Tyrrell-Ford    | 69     | + 1 volta       | 15   |        |
| 8       | 26 | Jacques Laffite       | Ligier-Ford     | 68     | Pane seca       | 9    |        |
| 9       | 21 | Keke Rosberg          | Fittipaldi-Ford | 68     | + 2 voltas      | 6    |        |
| 10      | 12 | Elio de Angelis       | Lotus-Ford      | 68     | + 2 voltas      | 17   |        |
| 11      | 30 | Jochen Mass           | Arrows-Ford     | 67     | + 3 voltas      | 21   |        |
| 12      | 14 | Jan Lammers           | Ensign-Ford     | 66     | + 4 voltas      | 19   |        |
| Ret     | 8  | Alain Prost           | McLaren-Ford    | 41     | Suspensão       | 12   |        |
| Ret     | 16 | René Arnoux           | Renault         | 39     | Freios          | 23   |        |
| Ret     | 15 | Jean-Pierre Jabouille | Renault         | 25     | Suspensão       | 13   |        |
| Ret     | 5  | Nelson Piquet         | Brabham-Ford    | 23     | Motor           | 1    |        |
| Ret     | 11 | Mario Andretti        | Lotus-Ford      | 11     | Motor           | 18   |        |
| Ret     | 22 | Andrea de Cesaris     | Alfa Romeo      | 8      | Motor           | 8    |        |
| Ret     | 31 | Eddie Cheever         | Osella-Ford     | 8      | Abastecimento   | 14   |        |
| Ret     | 20 | Emerson Fittipaldi    | Fittipaldi-Ford | 8      | Câmbio          | 16   |        |
| Ret     | 23 | Bruno Giacomelli      | Alfa Romeo      | 7      | Chassis         | 4    |        |
| Ret     | 29 | Riccardo Patrese      | Arrows-Ford     | 6      | Acidente        | 11   |        |
| Ret     | 4  | Derek Daly            | Tyrrell-Ford    | 0      | Acidente        | 20   |        |
| Ret     | 43 | Mike Thackwell        | Tyrrell-Ford    | 0      | Acidente        | 24   |        |
| DNQ     | 9  | Marc Surer            | ATS-Ford        |        |                 |      |        |
| DNQ     | 1  | Jody Scheckter        | Ferrari         |        |                 |      |        |
| DNQ     | 50 | Rupert Keegan         | Williams-Ford   |        |                 |      |        |
| DNQ     | 51 | Kevin Cogan           | Williams-Ford   |        |                 |      |        |
| Fontes: |    |                       |                 |        |                 |      |        |

## Tabela do campeonato após a corrida
| Pos     | Piloto           | Pontos |
| ------- | ---------------- | ------ |
| 1       | Alan Jones       | 62     |
| 2       | Nelson Piquet    | 54     |
| 3       | Carlos Reutemann | 40     |
| 4       | Jacques Laffite  | 32     |
| 5       | René Arnoux      | 29     |
| Fontes: |                  |        |

| Pos.    | Equipe        | Pontos |
| ------- | ------------- | ------ |
| 1       | Williams-Ford | 105    |
| 2       | Ligier-Ford   | 60     |
| 3       | Brabham-Ford  | 55     |
| 4       | Renault       | 38     |
| 5       | Tyrrell-Ford  | 12     |
| Fontes: |               |        |

- Nota: Somente as primeiras cinco posições estão listadas e os campeões da temporada surgem grafados em negrito. As quatorze etapas de 1980 foram divididas em dois blocos de sete e neles cada piloto podia computar cinco resultados válidos não havendo descartes no mundial de construtores.